# Reino Fagerlund
Reino Kalevi Fagerlund (ur. 28 września 1953 w Pori, zm. 9 października 2019 tamże) – fiński judoka. Olimpijczyk z Moskwy 1980, gdzie zajął siódme miejsce w wadze ekstralekkiej.
Uczestnik mistrzostw świata w 1979 i 1981 roku. Sześciokrotny mistrz kraju.

## Letnie Igrzyska Olimpijskie 1980
| Konkurencja | Eliminacje          | Repasaże                    | Repasaże               | Klas. końcowa |
| Konkurencja | Przeciwnik I        | Przeciwnik I                | Przeciwnik II          | Miejsce       |
| ----------- | ------------------- | --------------------------- | ---------------------- | ------------- |
| 60 kg       | Thierry Rey (FRA) P | João Paulo Mendonça (POR) Z | Pavel Petřikov (TCH) P | 7.            |